# Orfelia matilei
Orfelia matilei är en tvåvingeart som beskrevs av Zaitzev 1994. Orfelia matilei ingår i släktet Orfelia och familjen platthornsmyggor. Inga underarter finns listade i Catalogue of Life.